# El Punt
El Punt is een Catalaans dagblad uit Girona dat van 1979 tot 2011 bestond. Tot 1990 verscheen het onder de naam Punt Diari. Op 31 juli 2011 fuseerde de titel met Avui tot het nieuwe dagblad El Punt Avui.
De krant ontstond kort na de Spaanse democratische overgang (1975-78) toen de franquistische censuur en het verbod op Catalaanse publicaties definitief opgeheven werden, onder de bezieling van de politicus en essayist Francesc Ferrer i Gironès en de coöperatieve Papyrus. Aanvankelijk was het een regionale krant voor de provincie Girona met veel idealisme maar een zeker gebrek aan professioneel bedrijfsbeheer. Het duurt een tijdje voor het project op gang komt. In 1980 haalt de krant een oplage van 3.800 exemplaren. Het aantal directeurs wisselt in de beginperiode bijzonder snel. De uitgeverij Edicions Periòdiques de les Comarques S.A. neemt korte tijd later het roer in handen en zorgt voor een betere infrastructuur.  In 1982 wordt het tijdschrift Presència  verworven en sedertdien als een zondagsbijlage bij de krant verkocht. Het verspreidingsgebied wordt vergroot naar Alt Maresme en Frans Catalonië alhoewel de krant ten noorden van de Pyreneeën nooit echt doorbreekt. In 1990 wordt de naam veranderd van Punt Diari in El Punt en heeft de krant in 7 regionale versies die dagelijks verschijnen en drie regionale weekedities in Perpinyà, het Land van València en El Pati (Conca de Barberà en Alt Camp).
Op 24 februari 2009 startte de internet-versie. In 2010 werd El Punt bekroond met de Premi Nacional a la Projecció Social de la Llengua Catalana. Het juryrapport spreekt van «een briljante en succesvolle bedrijfsidee voor een persproject voor Catalonië, gebaseerd op regionale en lokale informatie».
Op 29 april 2009 kocht de uitgeverij Hermes Comunicacions uit Girona, tevens uitgever van het dagblad Avui alle aandelen van de krant. Op 31 juli 2011 werden beide titels gefuseerd en verschijnen sedertdien als El Punt Avui. Deze fusie – met de economische crisis en de crisis van de gedrukte pers op de achtergrond – ging niet zonder herstructurering en ontslagen voor meer dan de helft van het personeel.

## Directeuren
- 1979-1979: Jordi Negre
- 1979-1980: Carles Sánchez-Costa
- 1980-1980: Xavier Roig
- 1980-1982: Pius Pujades
- 1982-1985: Josep Collelldemont
- 1985-1985: Jaume Fabra
- 1985-1986: Carles Revés
- 1986-1989: Enric Matarrodona
- 1989-1992: Joan Vall Clara
- 1992-heden: Emili Gispert

Lijst van dagbladen